# Wolfram Müllerburg
Wolfram Müllerburg (* 2. November 1906 in Berlin; † 20. Oktober 1980 ebenda) war ein deutscher Politiker (DDP, CDU).

## Leben
Wolfram Müllerburg besuchte ein Realgymnasium und drei Jahre die deutsche Auslandsschule in der Schweiz. Er studierte an den Universitäten Berlin und München Rechts- und Wirtschaftswissenschaften. 1925 trat er der Deutschen Demokratischen Partei (DDP) bei und wurde Rechtsanwalt und Notar.
Nach dem Zweiten Weltkrieg trat Müllerburg 1945 der CDU bei und wurde durch die Vermittlung seines Onkels Ferdinand Friedensburgs Angestellter der Deutschen Zentralverwaltung der Justiz in der Sowjetischen Besatzungszone. Bei der Berliner Wahl 1954 wurde Müllerburg in das Abgeordnetenhaus von Berlin gewählt und, da Egon Endres Vorsitzender der CDU-Fraktion wurde, ab Mai 1957 Vizepräsident des Abgeordnetenhauses wurde. Im Juli 1964 war Müllerburg Mitglied der 4. Bundesversammlung, die den Bundespräsidenten Heinrich Lübke erneut wählte. Er schied 1967 aus dem Parlament aus.

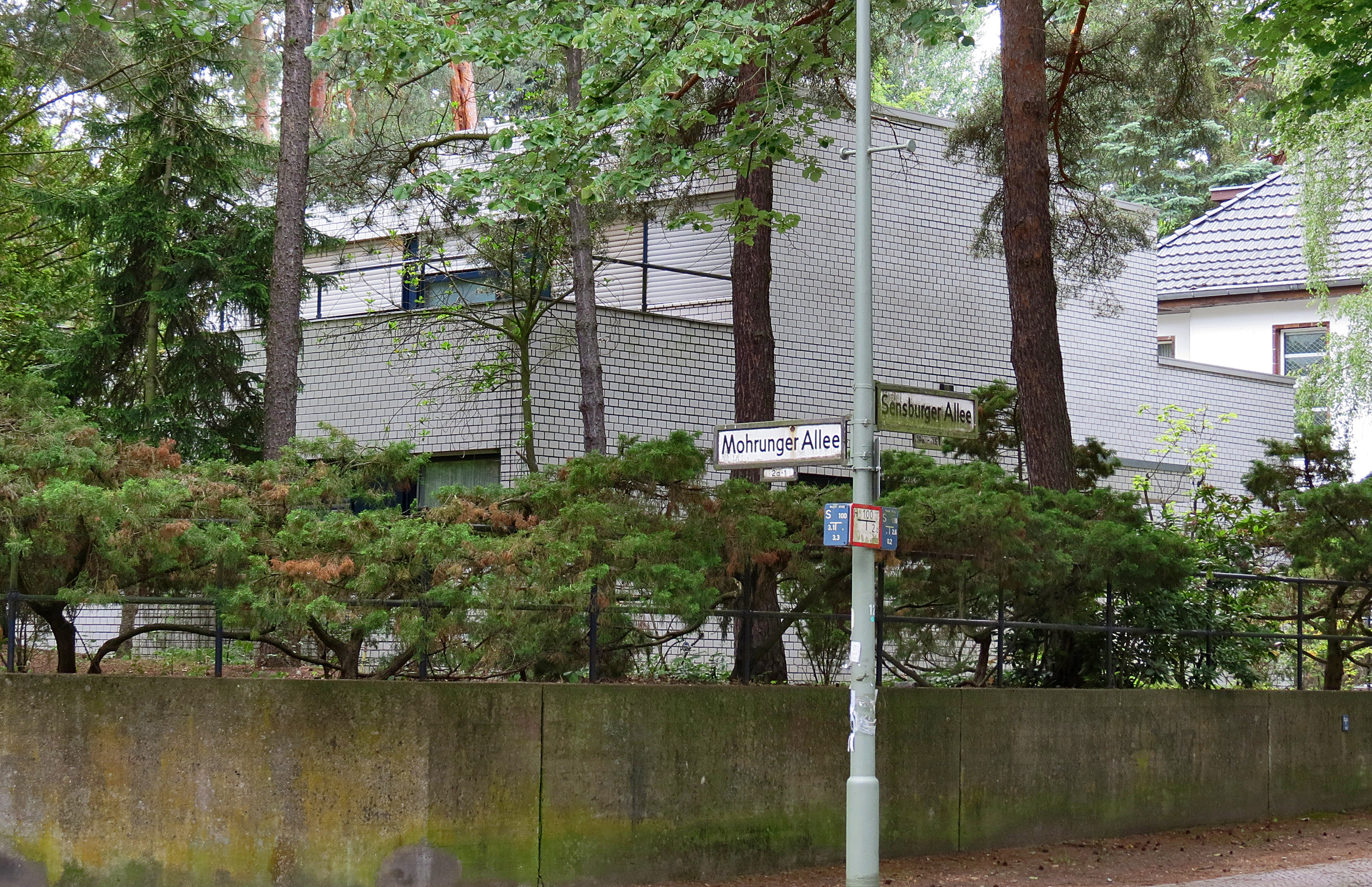
„Haus Müllerburg“ in der Sensburger Allee in Berlin-Westend

Müllerburg war von 1949 bis 1953 Vorsitzender der CDU im Bezirk Charlottenburg. Er ließ sich 1960 ein Wohnhaus in der Sensburger Allee in Berlin-Westend errichten, das Haus steht inzwischen unter Denkmalschutz (Nr. 09096431). Georg Heinrichs war der Architekt.